# ویدوما
ویدوما (به لاتین: Viidumäe Nature Reserve) یک منطقه حفاظت‌شده در استونی است که در دهستان سارما واقع شده‌است.